# José Antonio González de Salas
José Antonio González de Salas (* 1588 in Madrid; † 1654 ebendort) war ein spanischer Schriftsteller und Humanist.

## Leben
José Antonio González de Salas war der Sohn von Don Diego González de Salas, Hauptbuchhalter von Philipp II. und Philipp III. und von Donna Isabel de Jivaja Pisa y Quiroga und Cousine von Kardinal Juan de Lugo. Seine Taufe erfolgte am 12. Januar 1592 in der Iglesia de San Martín in Madrid. Er erhielt eine hervorragende humanistische Ausbildung und lernte perfekt Latein, Griechisch und Hebräisch sowie eine große Bildung in alten und modernen Schriften. Dank seiner Schriften wurde José sowohl in Spanien als auch im Ausland sehr berühmt, und Philipp IV. ernannte ihn wegen seiner literarischen Verdienste zum Ritter des Calatrava-Ordens. Als großer Freund von Francisco de Quevedo gab er dessen Gedichte heraus (Parnaso español, monte en dos cumbres dividido, 1648).

## Arbeiten
Er veröffentlichte einen Kommentar zu Petronius Satyricon (Commenta, dissertationes et praefationes et indices in T. Petronium Arbitrum) und ergänzte Petronius Text, um die Lücken zu schließen (Petroni Arbitri... Satiricon extrema editio ex Musaeo D. Iosephi Antoni Gonsali de Salas: Francofurti, herausgegeben von Wolfgangi Hofmanni, 1629). Er kommentierte auch die Naturalis historia von Plinius dem Älteren und übersetzte die Chorografia von Pomponius Mela ins Spanische (Compendio Geographico i historico de el Orbe antiguo, i Descripcion de el Sitio de la Tierra Escripta por Pomponio Mela Español antiguamente en la Republica Romana, i ahora con nueva y varia ilustracion, restituido á la suia Española, de la Libreria de Don Jvsepe Antonio Gonzalez de Salas Madrid: Diego Diaz de la Carrera, 1644). Sein wichtigstes und gelehrtestes Werk ist die Nueva idea de la tragedia antigua o Ilustracion ultima al libro singular de Poetica de Aristoteles Stagirita, Madrid: Francisco Martínez, 1633, nachgedruckt mit Notizen von Francisco Cerdá y Rico (Madrid: Antonio de Sancha, 1778). Er schrieb auch De duplici viventium terra dissertatio paradoxica. Magni operis, quod inscribitur Epitoma geographico-historica (Lugduni Batavorum: Apud Elzevirios, 1650), gewidmet seinem Vetter Juan de Lugo, für den er stets große Freundschaft und Verehrung empfand.

## Werke
- Wolfgangi Hofmannj (Hrsg.): Petroni Arbitri ... Satiricon extrema editio ex musaeo D. Iosephi Antoni Gonsali de Salas. Frankfurt 1629 (Latein, google.it).
- José Antonio González de Salas: Nueva idea de la tragedia antigua, o Ilustracion ultima al libro singular De poetica de Aristoteles Stagirita. Hrsg.: Francisco Martinez. Madrid 1633.
- José Antonio González de Salas: Compendio geographico i historico de el orbe antiguo i descripcion de el sitio de la tierra, escripta por Pomponio Mela Español antiguamente en la Republica Romana, i ahora con nueva y varia ilustracion restituido á la suia española, de la libreria de Don Iusepe Antonio Gonzalez de Salas. Hrsg.: Diego Diaz de la Carrera. Madrid 1644.
- Francisco de Quevedo: El Parnasso español: poesias, que con adorno y censura illustradas y corregidas salen aora de la libreria de J.A. Gonzalez de Salas. Saragossa 1649.
- José Antonio González de Salas: De duplici viventium terra dissertatio paradoxica. Apud Elzevirios, Lugduni Batavorum 1650 (google.at).